# Петровская (шахта)

Шахта «Петровская» (укр. «Петровська») — угледобывающее предприятие (город Донецк, Украина).
Добыча угля в 2001 году составила 168,88 тысяч тонн. Ремонтно-строительное управление, управление жилищно-коммунального хозяйства. Ранее входила в трест «Донецкуголь».
Действует с 1903 года. Производственная мощность 300 тыс. т / год. Фактическая добыча около 123 тыс. т (2003). Шахтное поле вскрыто четырьмя вертикальными стволами. Угольный пласт h1н мощностью 0,6—1,1 м с углом падения 6—10°. Дорабатывает пласт h8. Шахта опасна по внезапным выбросам угля и газа и взрывчатости угольной пыли.
В 2014 году в связи с войной с Россией и постоянными обстрелами шахта закрылась.
По данным источников издания «Астра», в заброшенной шахте бывший батальон «Оплот» сепаратистов организовал пыточную. В ходе полномасштабного российского вторжения в пыточной в 2024 году, в том числе, пытали и убили воевавшего за силы РФ и сепаратистов американского добровольца Рассела Бентли.